# Isola Taliabu
L'isola Taliabu è una isola del gruppo delle Isole Sula che a loro volta fanno parte dell'arcipelago delle Molucche in Indonesia.

## Geografia
Taliabu si trova a est dell'isola Mangole e dell'isola Sanana e la sua superficie è di 2.913,2 km² il che la rende la 167° isola al mondo per dimensioni.
Il punto più alto dell'isola arriva a 1.638 metri s.l.m.. La forma di queste tre isole ricorda una mitragliatrice puntata verso est, con la sua impugnatura disposta verticalmente.